# 這裡那裡
《這裡那裡》是香港搖滾樂隊Beyond發行的第七張國語專輯，當中有七首是把黃家駒的作品，重新填上國語詞及編曲，有著不一樣的風味，唯獨《命運是我家》這首的編曲是保留黃家駒原曲，為的是要保留黃家駒彈奏吉他的部份，是對黃家駒的敬意與尊重。
新歌《想你》是翻自1996年的粵語EP《Beyond得精彩》。至於《緩慢》及《管我》，則早一步收錄在粵語大碟《驚喜》。
曲末的英文歌《Paradise》，成為Beyond最多種語言版本的歌曲（其餘三種語言為粵語、國語及日語）。

## 曲目
1. 忘記你
2. 想你
3. 緩慢
4. 管我
5. 候診室
6. 我的知己在街頭
7. 情人
8. 熱情過後
9. 十字路口
10. Amani
11. 命運是我家
12. Paradise(英文)